# Hrabstwo Newton (Missisipi)
Hrabstwo Newton (ang. Newton County) – hrabstwo w stanie Missisipi w Stanach Zjednoczonych. Obszar całkowity hrabstwa obejmuje powierzchnię 579,58 mil² (1501,11 km²). Według szacunków United States Census Bureau w roku 2009 miało 22 568 mieszkańców.
Hrabstwo powstało w 1836 roku.

## Miejscowości
- Conehatta (CDP)
- Chunky
- Decatur
- Hickory[4]

| Populacja hrabstwa w poprzednich latach | Populacja hrabstwa w poprzednich latach |
| Rok                                     | Liczba ludności                         |
| --------------------------------------- | --------------------------------------- |
| 1980                                    | 19 766                                  |
| 1990                                    | 20 291                                  |
| 2000                                    | 21 838                                  |
| 2005                                    | 22 66                                   |